# Mecanismo de Facilitación del CDB en Colombia - CHM
El Mecanismo de Facilitación del Convenio sobre Diversidad Biológica en Colombia - CHM es una iniciativa creada en Colombia en cumplimiento del Convenio sobre Diversidad Biológica, artículo 18(3), para promover y facilitar la cooperación científica y técnica. Ofrece servicios e información sobre las necesidades y oportunidades del país en relación con el conocimiento, conservación y uso sostenible de los recursos naturales.
El Convenio de Diversidad Biológica, señala en su artículo 18 parágrafo 3, la creación del Mecanismo de Facilitación, el cual fue implementado en nuestro país en 1999, asignando al Instituto Alexander von Humboldt como el punto focal nacional.
El CHM de Colombia - funciona desde 1999 y realiza actividades en el marco de los siguientes objetivos específicos:
- Identificar a los usuarios del CHM de Colombia.
- Identificar sus necesidades y el estado de la cooperación.
- Generar servicios de contacto e intercambio de información.

- Contribuir de manera significativa a la aplicación del Convenio sobre la Diversidad Biológica y su Plan Estratégico para la Diversidad Biológica 2011-2020 con servicios de información eficaces y otros medios adecuados.
- Promover y facilitar la cooperación científica y técnica, el intercambio de conocimientos y de información.
- Establecer una red plenamente operativa entre partes y asociados.